# Меломанка (телесеріал)
Меломанка (англ. High Fidelity) — американський романтичний комедійний серіал на основі однойменного роману Ніка Горнбі, прем'єра якого відбулася на стримінговому сервісі Hulu 14 лютого 2020 року. У серіалі зіграла Зої Кравіц, чия мати Ліза Боне знялася в оригінальному фільмі. Попри позитивні відгуки, у серпні 2020 року, після єдиного сезону, серіал було закрито.

## Синопсис
Серіал показує життя «фанатки музики, власниці крамниці вінілових платівок, яка схиблена на поп-культурі та списках п'яти найкращих» на околицях Краун-Гайтс, Бруклін.

## Актори та персонажі
| Актор          | Роль |
| -------------- | --- |
| Зої Кравітц    | Робін «Роб» Брукс власниця крамниці «Чемпіонський вініл», яка бореться з низкою невдалих любовних стосунків |
| Джейк Лесі     | Клайд Давайн                                                                                                |
| Джой Рендольф  | Шеріз співробітниця «Чемпіонського вінілу», найкраща подруга Роб                                            |
| Девід Х. Холмс | Саймон співробітник «Чемпіонського вінілу», найкращий друг Роб і № 3 у п'ятірці розлучень Роб               |

### Другорядний склад
| Актор              | Роль |
| ------------------ | --- |
| Кінгслі Бен-Адір   | Рассел «Мак» МакКормак останній колишній хлопець Роб, що розбив їй серце і став Роб № 5 у п'ятірці розлучень Роб |
| Рейнбоу Сан Френкс | Кемерон Брукс брат Роб                                                                                           |
| Надін Малуф        | Ніккі Брукс вагітна дружина Кемерона і невістка Роб                                                              |
| Едмунд Донован     | Блейк |

### Запрошені зірки
| Актор           | Роль                                                                                |
| --------------- | ----------------------------------------------------------------------------------- |
| Паркер Поузі    | Норін Паркер художниця, яка хоче продати колекцію вінілових платівок свого чоловіка |
| Кларк Фарлонг   | Кевін Банністер № 1 у п'ятірці розлучень Роб                                        |
| Іванна Сахно    | Кет Монро № 2 у п'ятірці розлучень Роб                                              |
| Джастін Сільвер | Джастін Кітт № 4 у п'ятірці розлучень Роб                                           |
| Томас Доерті    | Ліам Шоукросс молодий шотландський музикант                                         |
| Джек Антонофф   | у ролі самого себе                                                                  |
| Деббі Гаррі     | у ролі самої себе                                                                   |

## Епізоди
1. «Топ-5 розлучень»
2. «Трек 2»
3. «Яка до біса Лілі?»
4. «Всього найкращого і до зустрічі»
5. «Поїздка з сюрпризом»
6. «Дивне…проте тепле»
7. «Час для себе»
8. «Пісня похмурої невдахи»
9. «Весела Роб»
10. «По той бік каменю»

## Виробництво

### Розвиток
5 квітня 2018 року було оголошено, що Disney готує серіальну версію фільму «Фанатик» 2000 року, з його подальшим показом на стримінговому сервісі Disney+. 24 вересня 2018 було оголошено, що Disney замовив виробництво першого сезону, що складається з десяти епізодів. Очікувалося, що виконавчими продюсерами стануть Вест, Кучерка, Джош Аппельбаум, Андре Немек, Джефф Пінкнер, Скотт Розенберг та Зої Кравітц. 9 квітня 2019 року було оголошено перенесення серіалу з Disney+ до Hulu. У липні 2019 року під час інтерв'ю Наташа Лайонн розповіла, що вона знімала епізод серіалу. 5 серпня 2020 року Hulu скасував серіал після одного сезону.

### Кастинг
Поряд з інформацією про початок виробництва серіалу було підтверджено, що Зої Кравітц, чия мати Ліза Боне з'явилася в екранізації 2000 року, відіграватиме головну роль у серіалі. 22 квітня 2019 року було оголошено, що Джейк Лесі зніметься у серіалі. 17 травня 2019 року стало відомо, що Давайн Джой Рендольф та Девід Холмс приєдналися до акторського складу. У тому ж місяці Кінгслі Бен-Адір отримав запрошення на головну роль.

### Знімання фільму
Знімання розпочалися у липні 2019 року у Брукліні.

## Реліз

### Трансляція
Прем'єра серіалу відбулася 14 лютого 2020 року. Перші три епізоди були також показані 16 березня 2020 в ефірі каналу Freeform. Світова прем'єра серіалу відбулася 21 лютого 2020 року в Канаді на Starz та 1 травня 2020 року в Австралії на ABC iview та ABC Comedy.

### Маркетинг
Перший набір зображень вийшов наприкінці жовтня 2019 року з оголошенням дати прем'єри серіалу. Тизер-трейлер серіалу був опублікований 20 грудня 2019 року.

## Критика та відгуки
На агрегаторі рецензій Rotten Tomatoes серіал отримав 85 % рейтинг схвалення, оснований на 67 оглядах, із середньою оцінкою 7,69/10. На сайті Metacritic він отримав середню оцінку 70 зі 100, засновану на 28 схвальних відгуках.